# 北小野 (塩尻市)
北小野（きたおの）は、長野県塩尻市の大字である。郵便番号は399-0651。

## 地理
善知鳥峠の南に位置し、小野盆地を形成する。盆地内の小規模河川が小野川に合流し、南下して天竜川に合流する。中央本線支線と国道153号が南北に通り、県道楢川岡谷線が小野神社・矢彦神社の前から分岐する。地区内の5つの集落のうち、古町、宮前、大出、上田は盆地の中央に位置する。勝弦は小野川上流にあり小盆地を形成し、昭和40年代から別荘地開発が進んだ。南接する辰野町小野、小野筑と合わせて「両小野」と呼ばれる。

## 歴史
- 1591年（天正19年） - 豊臣秀吉の裁定によって伊那郡小野郷が筑摩郡北小野村と伊那郡南小野村（辰野町小野）に分村し、小野神社・矢彦神社も分社した[4]。
- 1601年（慶長6年） - 初期中山道に小野宿が設置[4]。
- 1725年（享保10年） - 天領となる。
- 1874年（明治8年）1月23日 - 筑摩県筑摩郡北小野村･勝弦新田村が合併して筑摩地村となる
- 1889年（明治22年）4月1日 - 町村制の施行により､筑摩地村が単独で自治体を形成する
- 1959年（昭和34年）4月1日 - 塩尻町・片丘村・広丘村・宗賀村と新設合併して塩尻市が発足し、大字北小野となる。同日筑摩地村廃止。

## 世帯数と人口
2022年（令和4年）1月1日現在の世帯数と人口は以下の通りである。
| 地区名 | 世帯数  | 人口    |
| ------ | ------- | ------- |
| 古町   | 157世帯 | 413人   |
| 宮前   | 83世帯  | 215人   |
| 大出   | 224世帯 | 561人   |
| 上田   | 112世帯 | 249人   |
| 勝弦   | 194世帯 | 419人   |
| 計     | 770世帯 | 1,857人 |

## 地域

### 施設
- 塩尻市役所 北小野支所
- 塩尻市立図書館 北小野分館
- 小野神社（矢彦神社は辰野町小野の飛び地）
- 古田晁記念館
- 北小野郵便局
- ミュージアム鉱研 地球の宝石箱

### 教育
- 塩尻市辰野町中学校組合立両小野中学校

## 小・中学校の学区
市立小・中学校に通う場合、学区は以下の通りとなる
| 行政区     | 小学校                               | 中学校                               |
| ---------- | ------------------------------------ | ------------------------------------ |
| 大字北小野 | 辰野町塩尻市小学校組合立両小野小学校 | 塩尻市辰野町中学校組合立両小野中学校 |

## 交通

### 鉄道
町内をJR東日本中央東線辰野支線が通っているが、駅はない。最寄り駅は辰野町にある小野駅。

### バス
- 塩尻市地域振興バス北小野線

市内にある塩尻駅から辰野町にある小野駅まで運行しているラケット型の環状線。
勝弦先回りと善知鳥峠先回りがある。

### 道路
国道
- 国道153号

都道府県道
- 長野県道254号楢川岡谷線